# Ectomocolax neuguineator
Ectomocolax neuguineator är en stekelart som beskrevs av Diller 1982. Ectomocolax neuguineator ingår i släktet Ectomocolax och familjen brokparasitsteklar. Inga underarter finns listade i Catalogue of Life.